# Азатаван
Азатава́н (арм. Ազատավան) — село в Араратской области Армении.
Главой сельской общины является Саркис Хачатрян.

## География
Село Азатаван находится в юго-западной части Республики Армения, северо-западной части региона в 4 километрах на север от города Арташат, 22 км на юг от Еревана и входит в состав Араратского марза, район Арташата, в Араратской долине. Расположено в непосредственной близости к главной автомагистрали M2, через село проходит дорога H-8, которая соединяет Ереван с селами Араратской долины. Находится на высоте 830 метров над уровнем моря. Протяжённостью в 1000 метров с запада на восток и 1600 метров с севера на юг, занимает территорию 120 гектаров. Село расположено на правом берегу реки Азат, рядом с сёлами Бурастан, Баграмян.

## Население
| Год  | Численность | Численность |
| ---- | ----------- | ----------- |
| 1897 | 1257        | [ 4 ]       |
| 1926 | 989         | [ 4 ]       |
| 1970 | 2549        |             |
| 1989 | 2672        | [ 5 ]       |
| 2001 | 3117        | [ 6 ]       |
| 2004 | 2923        | [ 6 ]       |
| 2011 | 2713        | [ 7 ]       |
| 2017 | 2895        |             |

## Уроженцы
- Агаси Бабаян — советский и армянский киноактёр, кинорежиссёр и сценарист.